# Deutscher Skiverband
Niemiecki Związek Narciarski (niem. Deutscher Skiverband) – niemieckie stowarzyszenie kultury fizycznej pełniące funkcję niemieckiej federacji narodowej w biegach narciarskich, kombinacji norweskiej, narciarstwie alpejskim, narciarstwie dowolnym oraz skokach narciarskich.
Związek powstał 4 listopada 1905 roku. Jest członkiem Międzynarodowej Federacji Narciarskiej (FIS). Do jego celów statutowych związku należy promowanie, organizowanie i rozwój narciarstwa w Niemczech m.in. poprzez szkolenia zawodników i instruktorów i organizację zawodów.